# Psychologie (kniha)
Psychologie (anglicky Hilgard's Introduction to Psychology) je třetí aktualizované vydání knihy profesora psychologie na Yale University a Stanfordově univerzitě Ernesta Hilgarda v češtině z roku 2012 (první vyšlo v roce 1997).
Česky vydalo knihu nakladatelství Portál v roce 2003 (druhé vydání). V současnosti je na trhu již třetí české vydání z roku 2012, které má název Psychologie Atkinsonové a Hilgarda.

## Obsah knihy (druhé vydání)
Kolektiv autorů vedený psycholožkou Ritou L. Atkinson připravil aktualizované vydání této moderně pojaté učebnice psychologie pro vysoké školy. Dalšími spoluautory jsou Richard C. Atkinson – kognitivní a biologická psychologie), Daryl J. Bem – vývojová a sociální psychologie, psychologie osobnosti), Edward E. Smith (kognitivní psychologie) a Susan Nolen-Hoeksema (psychologie zdraví).
Kniha prezentuje v 8 rozsáhlých částech srozumitelnou formou hlavní pojmy a oblasti psychologie – historii a metodologii oboru, neurobiologické základy lidského chování, kognitivní psychologii, psychologii osobnosti, psychický vývoj, emoce a motivace, sociální chování, psychopatologii a psychoterapii. Text je doplněn množstvím fotografií, grafů a schémat. Obsahuje též návod, jakým způsobem přistupovat k textu, aby si student zapamatoval stěžejní informace. Součástí je jmenný a věcný rejstřík.
- Předmluva
- Nové oblasti psychologického výzkumu
- Současné tendence v psychologii
- Pár slov pro studenty

### Část 1: Psychologie jako věda a jako lidské dílo
1. Předmět psychologie
- Předmět studia psychologie
- Historické základy psychologie
  - Nativismus versus empirismus
  - Počátky vědecké psychologie
  - Strukturalismus a funkcionalismus
  - Behavioralismus
  - Gestaltistická psychologie
  - Psychoanalýza
  - Moderní vývoj
- Moderní psychologické přístupy
  - Biologický přístup
  - Behaviorální přístup
  - Kognitivní přístup
  - Psychoanalytický přístup
  - Fenomenologický přístup
  - Vztahy mezi psychologickými a biologickými přístupy
- Jak se provádí psychologický výzkum
  - Vytváření hypotéz
  - Experimenty
  - Korelační metoda
  - Metoda pozorování
  - Etické problémy v psychologickém výzkumu
- Hlavní oblasti psychologie

### Část 2: Biologické a vývojové procesy
2. Biologické základy psychologie
- Neurony, základní stavební kameny nervového systému
  - Akční potenciály
  - Synaptický přenos
  - Neurotransmitery
- Organizace nervového systému
  - Rozdělení nervového systému
  - Struktura mozku
  - Jádro
  - Limbický systém
  - Velký mozek
  - Zobrazování mozku
  - Asymetrie mozku
  - Jazyk a mozek
  - Autonomní nervový systém
- Endokrinní systém
- Vliv genetiky na chování
  - Chromozomy a geny
- Genetické studie chování

3. Psychický vývoj
- Interakce mezi dědičností a prostředím
- Vývojová stadia
- Schopnosti novorozence
  - Zrak
  - Sluch
  - Chuť a čich
  - Učení a paměť
- Kognitivní vývoj v dětství
  - Piagetova teorie vývojových stadií
  - Kritika Piagetovy teorie
  - Alternativy Piagetovy teorie
  - Vývoj morálního usuzování
- Osobnostní a sociální vývoj
  - Temperament
  - Rané sociální chování
  - Připoutání
  - Připoutání a pozdější vývoj
  - Gender identita a přijetí sexuální role
- Vývoj v adolescenci

### Část 3: Vědomí a vnímání
4. Senzorické procesy
- Charakteristika smyslových orgánů
  - Citlivost
  - Senzorické kódování
- Zrak
  - Světlo a zrak
  - Zraková soustava
  - Vnímání světla
  - Vnímání tvarů
  - Vnímání barev
- Sluch
  - Zvukové vlny
  - Sluchová soustava
  - Vnímání intenzity zvuku
  - Vnímání výšky zvuku
- Ostatní smysly
  - Čich
  - Chuť
  - Tlak a teplota
  - Bolest

5. Vnímání
- Dělba práce v mozku
  - Korová zraková oblast
  - Systém rozpoznávání versus systém lokalizace
- Lokalizace
  - Odlišování objektů
  - Vnímání vzdáleností
  - Vnímání pohybu
- Rozpoznávání
  - Raná stadia rozpoznávání
  - Pozdější stadia rozpoznávání
  - Rozpoznávání přirozených objektů a zpracování shora dolů
  - Poruchy rozpoznávání
- Pozornost
  - Selektivní pozorování a poslouchání
  - Neurální podstata pozornosti
- Percepční konstanty
  - Konstanta jasu a barvy
  - Konstanta tvaru a umístění
  - Konstanta velikosti
- Vývoj vnímání
  - Rozlišování u kojenců
  - Řízená stimulace

6. Vědomí
- Jednotlivé aspekty vědomí
  - Vědomí
  - Předvědomé vzpomínky
  - Nevědomí
  - Automatizace činnosti a rozdělené vědomí
- Spánek a sny
  - Stadia spánku
  - Teorie spánku
  - Poruchy spánku
  - Sny
  - Teorie spánku se sny
- Meditace
- Hypnóza
  - Navození hypnózy
  - Hypnotické sugesce
  - Skrytý pozorovatel
- Psychoaktivní látky
  - Centrálně tlumivé látky (sedativa)
  - Opiáty
  - Stimulancia
  - Halucinogeny
  - Konopí
- Fenomény psí
  - Experimentální důkazy
  - Diskuze nad důkazy
  - Anekdotické doklady
  - Skepse ohledně psí

### Část 4: Učení, paměť a myšlení
7. Učení a podmiňování
- Přístupy k učení
- Klasické podmiňování
  - Pavlovovy experimenty
  - Jevy a jejich použití
  - Prediktabilita a kognitivní faktory
  - Biologická omezení
- Operantní podmiňování
  - Zákon účinku
  - Skinnerovy experimenty
  - Jevy a jejich aplikace
  - Averzivní podmiňování
  - Kontrola a kognitivní faktory
  - Biologická omezení
- Komplexní učení
  - Kognitivní mapy a abstraktní pojmy
  - Učení vhledem
  - Prekoncepty
- Neurální podklad učení
  - Strukturální změny
  - Buněčné změny při jednoduchém učení

8. Paměť
- Tři důležité rozdíly
  - Tři stadia paměti
  - Pracovní paměť versus dlouhodobá paměť
  - Různé druhy paměti pro různé typy informací
- Pracovní paměť
  - Kódování
  - Uchovávání
  - Vybavování
  - Pracovní paměť a myšlení
  - Přenos z pracovní do dlouhodobé paměti
- Dlouhodobá paměť
  - Kódování
  - Vybavování
  - Uchovávání
  - Interakce mezi kódováním a vybavováním
  - Emoční faktory v zapomínání
- Implicitní paměť
  - Paměť u amnézie
  - Variabilita uchovávání vzpomínek
  - Implicitní paměť u normálních osob
- Zlepšování paměti
  - Shlukování a obsah paměti
  - Vytváření představ a kódování
  - Propracování a kódování
  - Kontext a vybavování
  - Organizace
  - Nácvik vybavování
  - Metoda PQRST
- Konstruktivní paměť
  - Jednoduché úsudky
  - Stereotypy
  - Schémata

9. Myšlení a jazyk
- Jazyk a komunikace
  - Úrovně jazyka
  - Jazykové jednotky a procesy
  - Vliv kontextu na porozumění větě a její tvorbu
- Vývoj jazyka
  - Co si osvojujeme
  - Procesy učení
  - Vrozené faktory
- Pojmy a kategorizace: základní stavební kameny myšlení
  - Funkce pojmů
  - Prototypy
  - Hierarchie pojmů
  - Kategorizační procesy
  - Osvojování pojmů
  - Neurální podklady pojmů a kategorizace
- Usuzování
  - Deduktivní usuzování
  - Induktivní usuzování
- Imaginativní myšlení
  - Neurální podklad imaginace
  - Imaginární operace
  - Vizuální kreativita
- Myšlení v činnosti: řešení problémů
  - Strategie řešení problémů
  - Reprezentace problému
  - Odborníci versus laici
  - Počítačová simulace

### Část 5: Motivace a emoce
10. Základní motivy
- Odměna a incentivní motivace
  - Drogová závislost a odměna
- Homeostáza a pudy
  - Teplota a homeostáza
  - Žízeň jako homeostatický proces
- Hlad
  - Interakce mezi homeostázou a incentivy
  - Fyziologické projevy hladu
  - Integrace signálů hladu
  - Obezita
  - Anorexie a bulimie
- Gender a sexualita
  - Raný sexuální vývoj
  - Hormony versus prostředí
  - Dospělá sexualita
  - Sexuální orientace

11. Emoce
- Složky emocí
- Aktivace a emoce
  - Intenzita emocí
  - Diferenciace emocí
- Kognitivní hodnocení a emoce
  - Intenzita a diferenciace emocí
  - Dimenze emocí
  - Některé klinické důsledky
  - Emoce bez kognice
- Výraz a emoce
  - Sdělování emocí prostřednictvím výrazu
  - Mozková lokalizace
  - Intenzita a diferenciace emocí
- Obecné reakce na emoční stav
  - Pozornost a učení: kongruence s náladou
  - Hodnocení a odklad: vliv nálady
- Agrese jako emoční reakce
  - Agrese jako pud
  - Agrese jako naučená odpověď
  - Vyjádření agrese a katarze

### Část 6: Osobnost a individualita
12. Individuální rozdíly
- Zdroje individuálních rozdílů
  - Dědivost
  - Interakce mezi osobností a prostředím
- Posuzování individuálních rozdílů
  - Vlastnosti kvalitního testu
  - Posuzování intelektových schopností
  - Diagnostika osobnosti
- Nová teorie inteligence
  - Gardnerova teorie mnohočetné inteligence
  - Andersonova teorie inteligence a kognitivního vývoje
  - Sternbergova triarchická teorie
  - Teorie inteligence: shrnutí

13. Osobnost
- Psychoanalytický přístup
  - Struktura osobnosti
  - Dynamika osobnosti
  - Vývoj osobnosti
  - Modifikace Freudovy teorie
  - Projektivní testy
  - Psychoanalytický portrét osobnosti
  - Hodnocení psychoanalytického přístupu
- Behaviorální přístup
  - Sociální učení a podmiňování
  - Behaviorální portrét osobnosti
  - Hodnocení behaviorálního přístupu
- Humanistický přístup
  - Humanistický portrét osobnosti
  - Hodnocení humanistického přístupu
- Kognitivní přístup
  - Kellyho teorie osobních konstruktů
  - Self-schéma
  - Bemové teorie gender-schématu
  - Hodnocení kognitivního přístupu

### Část 7: Stres, psychopatologie a terapie
14. Stres, zdraví a zvládání
- Charakteristiky stresových událostí
  - Traumatické události
  - Neovlivnitelnost
  - Nepředvídatelnost
  - Výzva pro hranice našich schopností
  - Vnitřní konflikty
- Psychické reakce na stres
  - Úzkost
  - Vztek a agrese
  - Apatie a deprese
  - Oslabení kognitivních funkcí
- Fyziologické reakce na stres
  - Reakce útok nebo útěk
  - stres a odolnost
  - Vliv stresu na zdraví
- Mediátory stresových reakcí
  - Psychoanalytická teorie
  - Behaviorální teorie
  - Kognitivní teorie
  - Chování typu A
- Dovednosti zvládání stresu
  - Zvládání zaměřené na problém
  - Zvládání zaměřené na emoce
  - Obranné mechanismy a zvládání zátěže
- Techniky pro zvládání
  - Behaviorální techniky
  - Kognitivní techniky
  - Modifikace typu A

15. Psychopatologie
- Abnormální chování
  - Definice abnormality
  - Co je to normalita?
  - Klasifikace abnormálního chování
  - Různé pohledy na duševní poruchy
- Úzkostné poruchy
  - Panické poruchy
  - Výklad panické poruchy a agorafobie
  - Fobie
  - Výklad fobií
  - Obsedantně kompulzivní porucha
  - Výklad obsedantně kompulzivní poruchy
- Poruchy nálady
  - Deprese
  - Bipolární porucha
  - Výklad poruch nálady
- Disociační porucha identity
- Schizofrenie
  - Charakteristiky schizofrenie
  - Výklad schizofrenie
- Poruchy osobnosti
  - Asociální porucha osobnosti
  - Výklad asociální poruchy osobnosti
  - Hraniční porucha osobnosti
  - Výklad hraniční poruchy osobnosti
- Biologicko-psychologické interakce a duševní poruchy
- Nepříčetnost jako právní obhajoba

16. Metody terapie
- Historický vývoj
  - Útulky
  - Moderní léčebná zařízení
  - Kdo provádí psychoterapii
- Techniky psychoterapie
  - Psychodynamická terapie
  - Behaviorální terapie
  - Kognitivně-behaviorální terapie
  - Humanistická terapie
  - Elektický přístup
  - Skupinová a rodinná psychoterapie
  - Problematika léčby dětí a dospívajících
- Účinnost psychoterapie
  - Hodnocení psychoterapie
  - Srovnání účinnosti jednotlivých druhů psychoterapie
  - Faktory společné jednotlivým druhům psychoterapie
- Biologická terapie
  - Psychofarmaka
  - Elektrokonvulzivní terapie
  - Kombinace biologických a psychologických terapií
- Vliv kultury a terapií na terapii
- Péče o duševní zdraví
  - Komunitní zařízení a paraprofesionálové
  - Péče o vlastní duševní zdraví

### Část 8: Sociální chování
17. Sociální kognice a postoje
- Intuitivní teorie o sociálním chování
  - Schémata
  - Stereotypy
  - Atribuce
  - Mezikulturní rozdíly v atribučních procesech
- Postoje
  - Konzistence postojů
  - Funkce postojů
  - Postoje a chování
  - Teorie kognitivní disonance
- Interpersonální přitažlivost
  - Náklonnost
  - Sexuální přitažlivost a láska
  - Strategie vytváření vztahu a jeho upevňování

18. Sociální interakce a vliv
- Přítomnost druhých
  - Sociální facilitace
  - Deindividuace
  - Zásah přihlížejícího
- Interpersonální vlivy
  - Konformita s většinou
  - Vliv menšiny
  - Poslušnost vůči autoritě
  - Síla situačních vlivů
  - Vzpoura
- Internalizace
  - Persuazivní komunikace
  - Referenční skupiny a identifikace
- Skupinové rozhodování
  - Skupinová polarizace
  - Skupinové myšlení

- Dodatek: statistické metody a měření
- Slovník
- Literatura
- Jmenný rejstřík
- Věcný rejstřík

## Nové oblasti psychologického výzkumu
Kniha reaguje na pokračující výzkum na poli psychologie a ve zvláštních kapitolách o něm stručně informuje. Týká se těchto témat:
1. Interdisciplinární výzkumy
2. Molekulární psychologie
3. Předškolní zařízení a jejich vliv
4. Umělé ucho a oko
5. Ústup bolesti v amputované paži (fantomová bolest)
6. Konsolidace paměti v průběhu REM fáze spánku
7. Neurální systémy při podmiňování strachu
8. Bylinná léčba ztráty paměti?
9. Lokalizace jazyka v mozku
10. Imprinting (vtiskování)
11. Využití aktivace k odhalování lží
12. Longitudální výzkum osobnosti
13. Neurotransmitery a osobnost
14. Mohou psychologické intervence ovlivnit průběh rakoviny?
15. Deprese a sebevražda
16. Placebo efekt
17. Jak probudit vášeň?
18. Altruismus